# Estación Nogales
La Estación Nogales fue una estación del ferrocarril ubicada en la comuna de Nogales, en la región de Valparaíso de Chile. Fue parte del longitudinal norte, correspondiente al segmento entre la estación La Calera y estación La Ligua.

## Historia
La estación fue inaugurada junto con el resto de la línea entre La Calera y La Ligua en 1897.
En 1912 se proyectó un ferrocarril propiedad de Alberto Cousiño que uniera a la estación Quintero con esta estación, el cual empalmaría en la estación Artificio. El proyecto nunca se realizó.
La estación fue suprimida mediante decreto del 28 de julio de 1978. Solamente quedan restos de los andenes y algunas estructuras en el cruce vehicular.